# Calpuhuán
Calpuhuán är en ort i Mexiko.   Den ligger i kommunen Hermenegildo Galeana och delstaten Puebla, i den sydöstra delen av landet, 160 km nordost om huvudstaden Mexico City. Calpuhuán ligger 996 meter över havet och antalet invånare är 110.
Terrängen runt Calpuhuán är kuperad österut, men västerut är den bergig. Runt Calpuhuán är det ganska tätbefolkat, med 124 invånare per kvadratkilometer. Närmaste större samhälle är Olintla, 9,1 km öster om Calpuhuán. Omgivningarna runt Calpuhuán är en mosaik av jordbruksmark och naturlig växtlighet.